# بزرگراه میان‌ایالتی ۴۱۰

میان‌ایالتی ۴۱۰ (به انگلیسی: Interstate 410) مشهور به I-410، نام یک بزرگراه است، و یکی از دو کمربندی شهر سن آنتونیو در تگزاس است.
این بزرگراه در سال ۱۹۵۹ تأسیس شد، ۸۰ کیلومتر طول داشته، و حداکثر ۵ باند در هر طرف دارد.